# Спелеологія

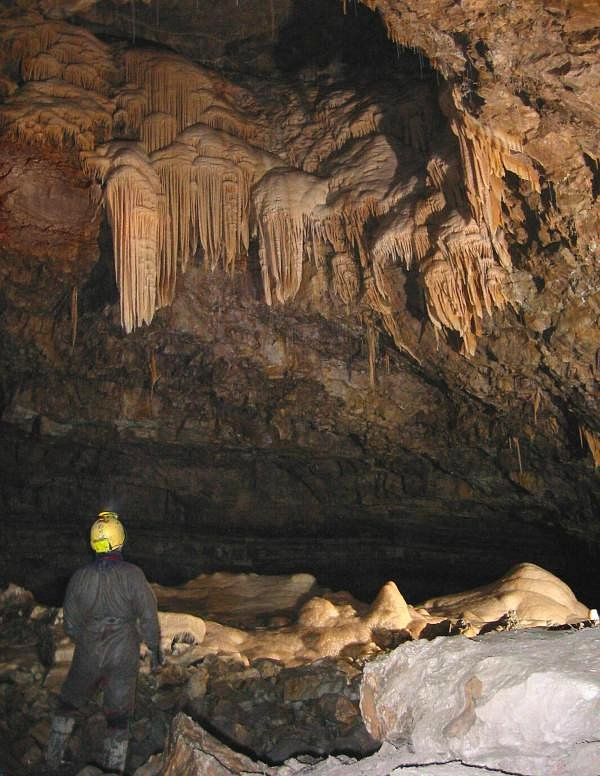
Печера Ogof Craig A Ffynnon в Уельсі.

Спелеоло́гія (від грец. σπήλαιον — печера та λόγος — вчення, наука) — комплексна наука, розділ наук про Землю, а саме карстознавства, яка займається вивченням печер, включаючи їх виникнення, розвиток, форми, вміщуючі породи, породи та мінерали печерного походження, склад та міграцію підземних вод, мікроклімат, органічний світ в минулому та в сьогоденні, а також залишки давньої матеріальної культури. Синонім — печерознавство. 

## Загальний опис
Спелеологія досліджує походження печер, їх морфологію, органічний світ, залишки матеріальної культури та використання людиною. Як наука спелеологія почала формуватися з другої половини ХІХ ст. Розрізняють геоспелеологію, антропоспелеологію, загальне печерознавство, історичне печерознавство, технічне печерознавство, регіональне печерознавство (Trimmel, 1988). За іншою класифікацією спелеологію поділяють на геоспелеологію, біоспелеологію, антропоспелеологію, палеонтоспелеологію, регіональну, прикладну і технічну спелеологію, а також спелеомедицину (К. А. Горбунова та Н. Г. Максимович (1987)).  
Не слід плутати науку спелеологію і спелеотуризм — екстремальний вид туризму, що пов'язаний з проходженням печер.
Одним з розділів спелеології є відносно новий напрямок науки — спелестологія, яка досліджує штучні підземні споруди: гірничі виробки, давні та сучасні міські комунікації тощо.

## Історія спелеології
Термін «спелеологія» запропонував у 1890 році французький археолог Е. Рів'єр. У цьому ж році його застосував як наукове визначення один з засновників сучасної науки про печери Е. М. Мартель. У 1928 році при Віденському університеті відкрився перший у світі інститут спелеології.
Австрійський спелеолог X. Триммель, виділяє чотири етапи становлення спелеології як науки:
1. бароко (XVI—XVII ст.),
2. просвіти (XVIII ст.),
3. романтики (XIX ст.) та
4. класичний (кінець XIX — початок XX ст.).

В 1960-ті роки французький спелеолог Мішель Сіфр, перебуваючи в глибокій печері на самоті та без можливості визначення часу та дати, провів серію досліджень біоритмів. Результати його досліджень були використані у французькій космічній програмі. Печери Кавказу досліджував Є. С. Міляновський.

## Вивчення печер в Україні
В Україні питання спелеології вивчає Державний інститут мінеральних ресурсів (м. Сімферополь).